# Dark Horse (film, 2011)
Pour les articles homonymes, voir Dark Horse.
Pour plus de détails, voir Fiche technique et Distribution.
Dark Horse est un film américain réalisé par Todd Solondz, sorti en 2011.

## Synopsis
Abe, la trentaine, souffre d'un trouble du développement et a le comportement d'un adolescent. Il collectionne les jouets et vit chez ses parents, son père Jackie le tenant en piètre estime. Abe rencontre Miranda, une femme de son âge récemment divorcée et en proie à ses propres problèmes psychologiques. Il la persuade de l'épouser.  

## Fiche technique
- Réalisation : Todd Solondz
- Scénario : Todd Solondz
- Photographie : Andrij Parekh
- Montage : Kevin Messman
- Société de production : Double Hope Films
- Pays d'origine :  États-Unis
- Langue originale : anglais
- Format : couleur - 1,85:1 - Dolby Digital
- Genre : comédie dramatique
- Durée : 86 minutes
- Dates de sortie : 
  -  Italie : 5 septembre 2011 (Mostra de Venise)
  -  États-Unis : 8 juin 2012

## Distribution

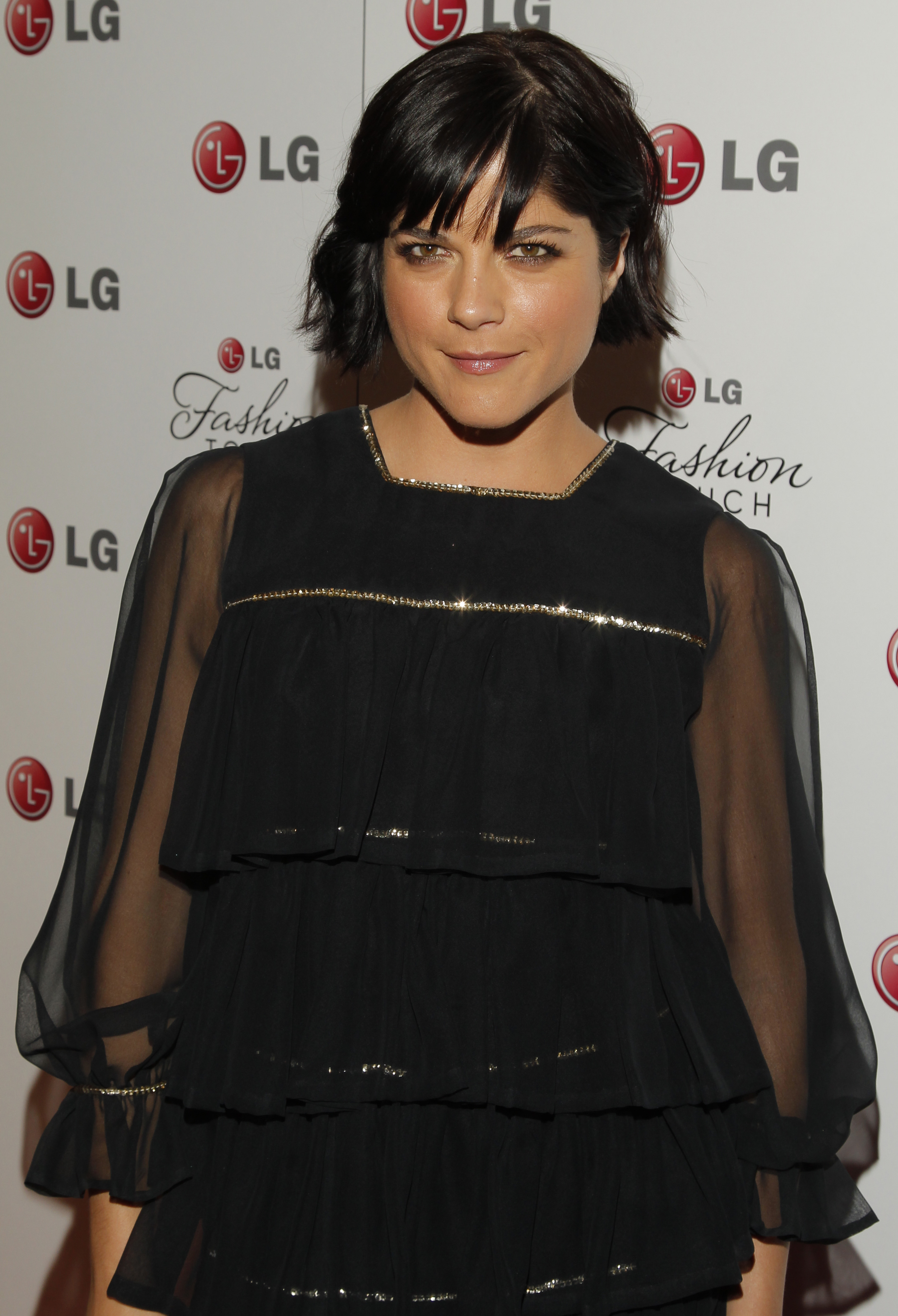
L'actrice Selma Blair, l'année de tournage du film.

- Jordan Gelber : Abe
- Selma Blair : Miranda
- Christopher Walken : Jackie
- Mia Farrow : Phyllis
- Justin Bartha : Richard
- Aasif Mandvi : Mahmoud
- Donna Murphy : Marie
- Zachary Booth : Justin

## Accueil
Sorti dans 10 salles aux États-Unis, il a rapporté 166 228 $ au box-office américain.
Il recueille 72 % de critiques favorables, avec une note moyenne de 6,3/10 et sur la base de 71 critiques collectées, sur le site Rotten Tomatoes. Sur Metacritic, il obtient un score de 66/100 sur la base de 29 critiques collectées.